# Thomas Browne

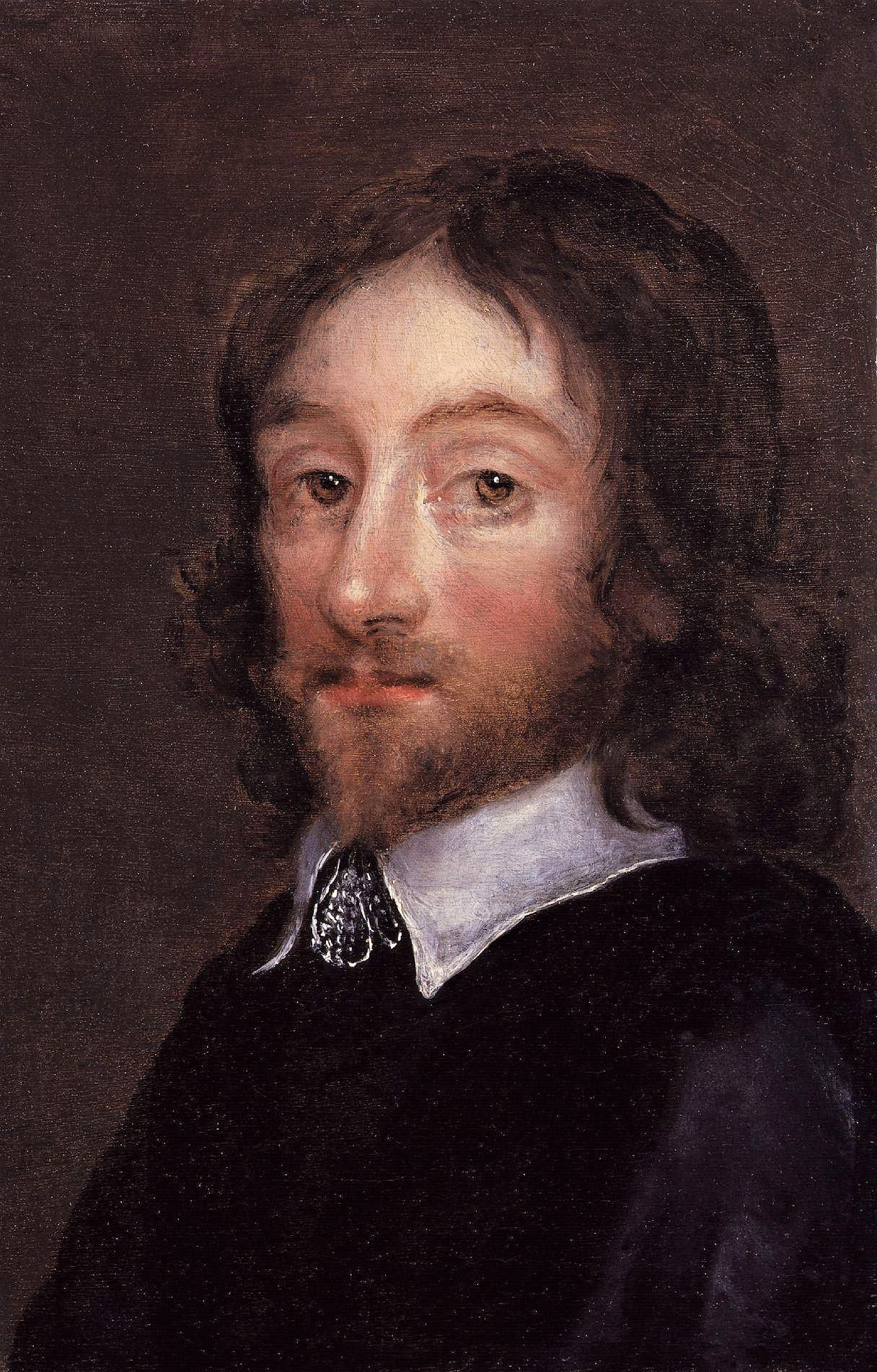
Sir Thomas Browne, detail van een schilderij van Joan Carlile, National Portrait Gallery, Londen

Thomas Browne (Londen, 19 oktober 1605 – Norwich 19 oktober 1682) was een Engels arts en schrijver, die met grote eruditie werken schreef over zeer uiteenlopende onderwerpen, zoals godsdienst, medicijnen, wetenschap en esoterie.
Thomas Browne was de zoon van een handelaar in zijde, die overleed toen Thomas nog jong was.
Hij bezocht het Winchester College en de Universiteit van Oxford, waar hij in 1626 afstudeerde. Daarna volgde hij een studie medicijnen in Montpellier, Padua en Leiden, waar hij in 1633 zijn MD behaalde. Hij werkte vier jaar als arts in Oxford en vestigde zich in 1637 in Norwich. Hij trouwde in 1641.
Tijdens de Engelse Burgeroorlog koos hij, als overtuigd royalist, de kant van Karel I. Hij zette zijn werk als arts in die periode gewoon voort, kreeg zeker tien kinderen en schreef diverse werken. Zijn bekendste werk, Religio Medici, ontstond al in 1635 en circuleerde in manuscriptvorm, totdat een drukker het in 1642 publiceerde, overigens zonder zijn toestemming. Het jaar erop verscheen een door hem goedgekeurde herdruk, die een groot succes werd en in vele talen in Europa werd vertaald. In het autobiografisch getinte werk geeft hij zijn persoonlijke inzichten weer op het gebied van religie, maar ook over vele andere onderwerpen. Hij toont zich hierin een welwillend en tolerant mens, met de nodige scepsis.
Al in de vroegchristelijke periode werd de metafoor van het boek van de natuur gehanteerd. Dit was een opvatting die de natuur ziet als een boek dat – naast de Bijbel – gelezen kan worden als een bron van godskennis. Vanaf  Augustinus  lag een nadruk op het belang dat op deze wijze ook ongeletterden tot die godskennis konden komen.
Ook Thomas Browne gebruikt deze metafoor. In Religio Medici schrijft hij: Er zijn twee  boeken. Naast dat geschreven over God is er dat over zijn dienaar de Natuur. Dat universele en voor iedereen toegankelijke boek dat iedereen kan zien. Diegenen die Hem niet hebben ontdekt in het ene boek, kunnen Hem ontdekken in het ander.
Zijn volgende werk was Pseudodoxia Epidemica, ook bekend onder de titel Vulgar Errors (1647), over bijgeloof, legendes en andere in zwang zijnde misvattingen, die hij opnieuw op geestige wijze en met scepsis benadert. Dit werk groeide doorheen de edities en kreeg in 1668 een Nederlandse vertaling van Johannes Grindal.
Browne was ook een boekenverzamelaar en antiquaar. Zijn volgende werk, Hydriotaphia, or Urn-Burial uit 1658, behandelt dit thema. Als gevolg van recente opgravingen in Norwich, waarbij men dacht Romeinse urnen te hebben gevonden, beschreef hij diverse begrafenisrituelen en zijn gedachten over de dood. Dit werk werd tegelijkertijd gepubliceerd met The Garden of Cyrus, dat de geschiedenis van de tuinbouw behandelt en waarin hij argumenteert dat de quincunx overal in de natuur aanwezig is.
In 1671 werd Browne door Karel II geridderd.

## Overzicht

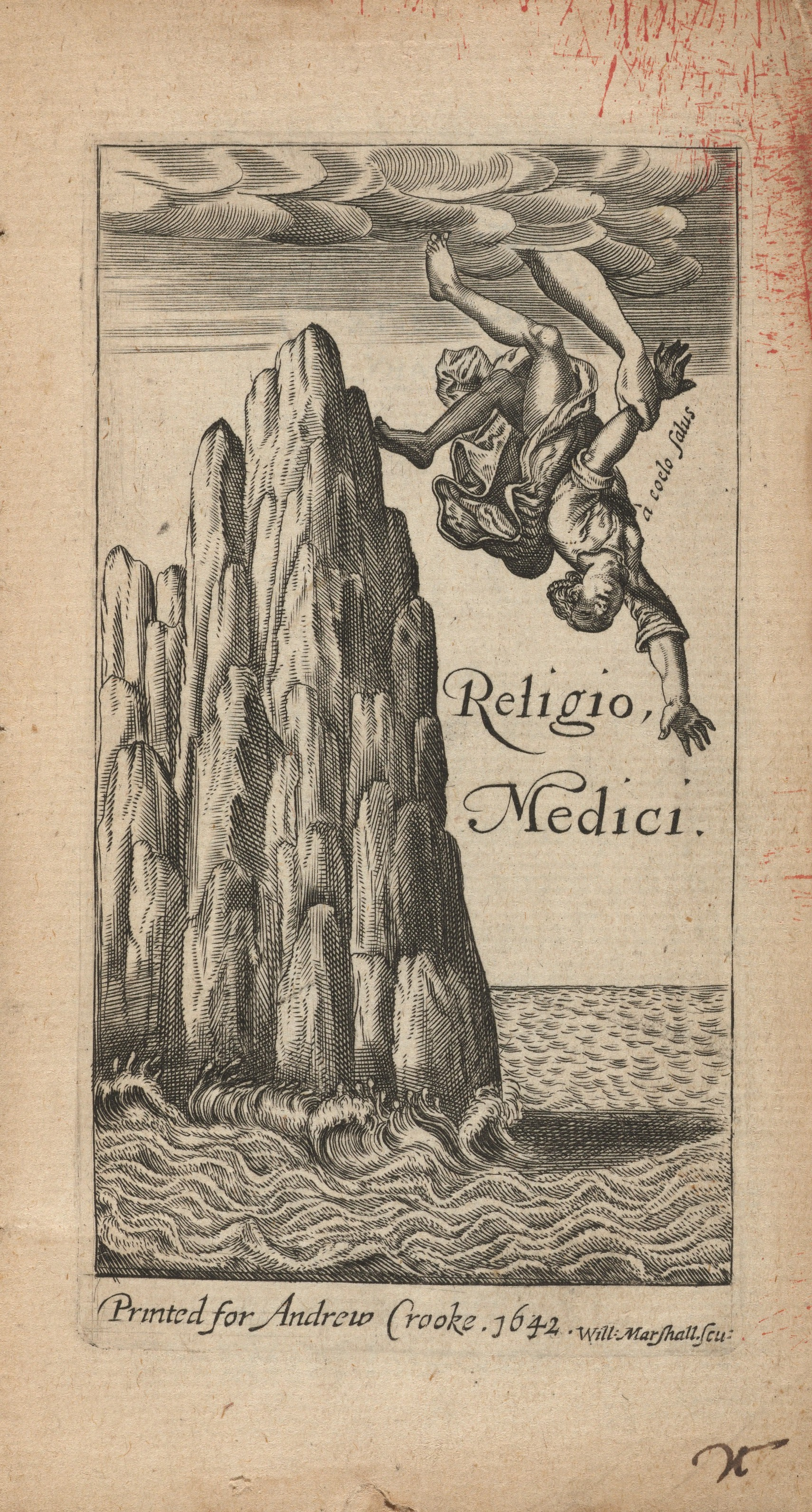
Religio Medici, 1642

- Religio Medici (1642)
- Pseudodoxia Epidemica (1646-72)
- Hydriotaphia, Urn Burial (1658)
- The Garden of Cyrus (1658)
- A Letter to a Friend (1656)
- Christian Morals (1670)
- Musaeum Clausum (1684)